# Аурелије Астуријски
Аурелије Астуријски (око 740. - 774.) био је краљ Астурије од 768. до своје смрти.
Рођен је у Леону и био је брат Алфонса I Астуријског. На престолу је наследио рођака Фруела I, којег је убио његов брат. Имао је мирну владавину, a умро природном смрћу у Лангреу. Није имао наследника, па га је наследио његов нећак Сило, син сестре Фруеле I.